# Birgit Ridderstedt
Birgit Ridderstedt, née le 26 novembre 1914 à Ludvika en Suède et morte le 16 septembre 1985 à l'âge de soixante-dix ans à Danderyd en Suède, était une chanteuse de folk suédo-américaine qui apparaissait dans les festivals et à la télévision américaine au cours des années 1950 et au début des années 1960.

## Biographie
Née à Ludvika en Suède le 26 novembre 1914, fille de l'organisateur de l'artisanat nordique Stefan Anderson et de Ragnhild Fredrika Sandberg, elle émigre avec son époux C. Erik Ridderstedt et ses deux fils aux États-Unis en 1950, s'installant à Chicago et plus tard à Batavia en Illinois.
Ridderstedt était une ambassadrice de la musique, de la culture et du folklore scandinave, apparaissant dans les émissions de folk sur les chaînes locales de Chicago WTTW et WGN dans les années 1950 et au début des années 1960. Ses apparitions sur la télévision publique et parfois sur les chaînes commerciales de Chicago ont fait d'elle une célébrité parmi la communauté suédo-américaine de la ville.
Dans l'émission Polka Go-Round, on pouvait la voir avec de jeunes enfants chantant dans les chansons suédoises et de jeunes adultes pratiquant des danses traditionnelles scandinaves.
Tandis qu'elle commença à devenir connue par les Américains d'origine suédoise de la région de Chicago, elle ouvrit sa propre boutique de cadeaux. Ridderstedt rentra en Suède en 1962 avec sa famille où elle finit ses jours.
Elle a également écrit quelques chansons à Chicago au début des années 1950.
Ridderstedt était la mère de Jacob Truedson Demitz.

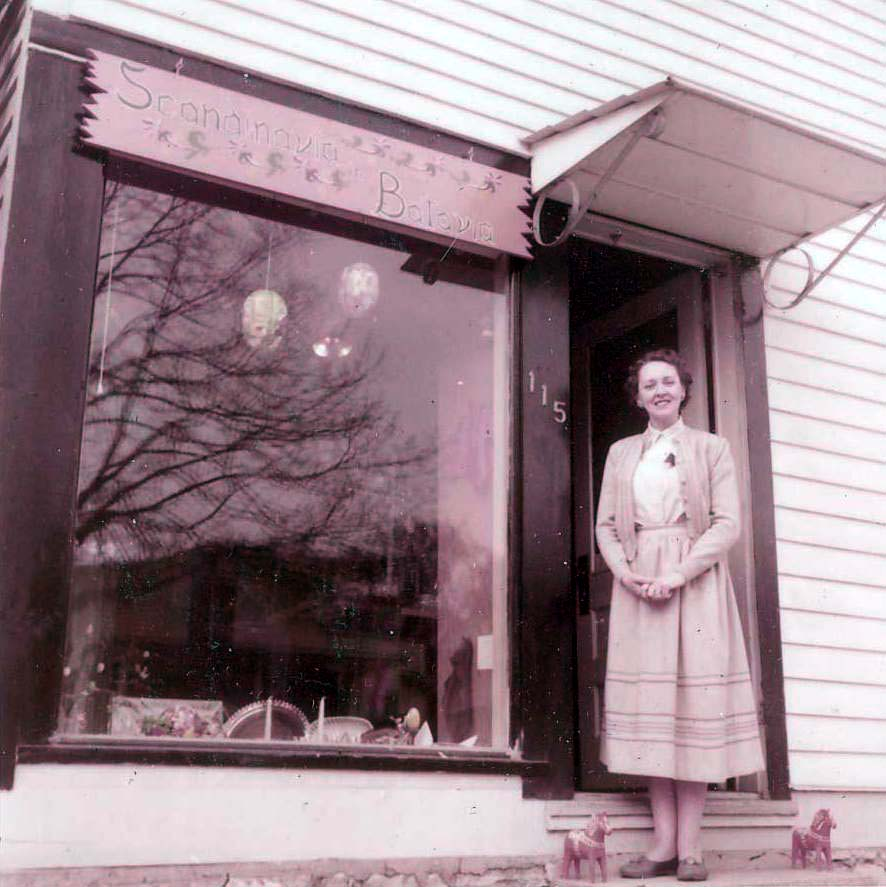
Ridderstedt devant sa boutique de cadeaux, le "Scandinavia in Batavia", en 1957.
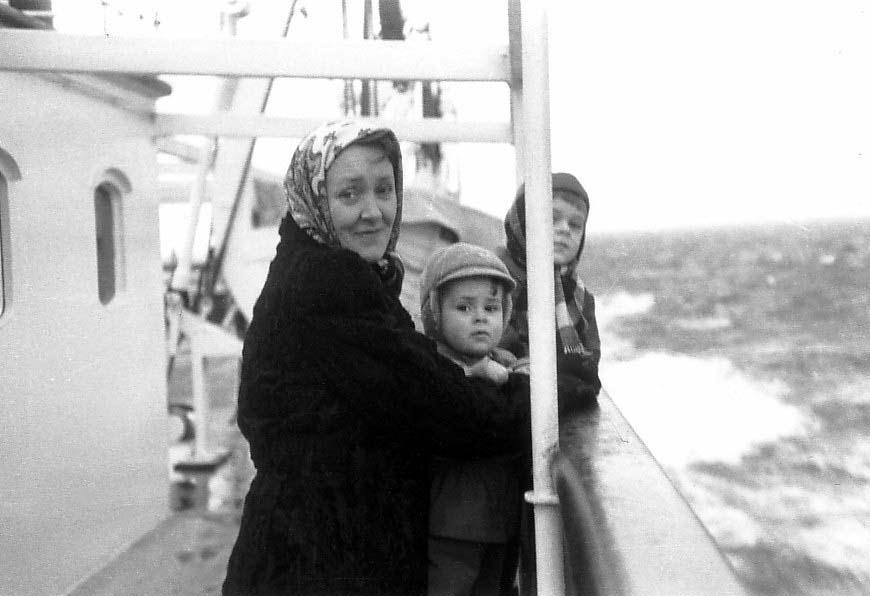
Ridderstedt émigrant sur un transatlantique voguant vers Portland en 1950, avec ses petits fils Lars Jacob et Stefan.